# Château d'Arraiolos
Le château d'Arraiolos (aussi connu sous le nom de Paço dos Alcaides)est une ancienne fortification militaire située dans la freguesia de Arraiolos (pt), sur le territoire de la municipalité de Arraiolos (district d'Évora, Portugal),.
Il est remarquable pour être l'un des rares châteaux circulaires au monde. Il est classé Monument national depuis 1910. 

## Historique
L'occupation humaine primitive de la colline rocheuse connue sous le nom de Monte de São Pedro, au nord d'Arraiolos, est attestée par quelques marteaux de quartz et une hache préhistorique en cuivre, trouvés lors de prospections archéologiques dans la alcazaba du château lors de prospections archéologiques, actuellement au Musée d'Évora. On pense que la colonie elle-même s'est formée vers 300 av. J.-C.

### Le château médiéval
L'idée de fortifier ce lieu remonte à la donation du domaine dit d'Arraiolos faite par Alphonse II (1211-1223) à Dom Soeiro, évêque d' Évora, avec la permission d'y construire un château (1217).
Avec la densité de population, une nouvelle détermination à élever une défense remonte à un contrat, signé entre le roi Denis Ier (1279-1325), le maire, les juges et le conseil de la ville d'Arraiolos (1305), qui stipulait l'obligation d'élever, autour de la ville : 

« 207 brasses de muraille, trois brasses de haut et une brasse de large ; et de faire dans ladite muraille deux portes obscures avec leurs portes, et avec deux cubelos carrés dans chaque porte. »

Ces travaux furent commencés en 1306, avec une somme de 2 000 livres accordée par le monarque et un plan de Dom João Simão. Ainsi, en 1310, année où le souverain confirma la Charte :

« l'ouvrage fut achevé en pierre et en chaux et bien défendu, construit sur une colline conique, dominant tous les voisins et couronné pittoresquement, au sommet, par l'ancienne église Matriz do Salvador. »

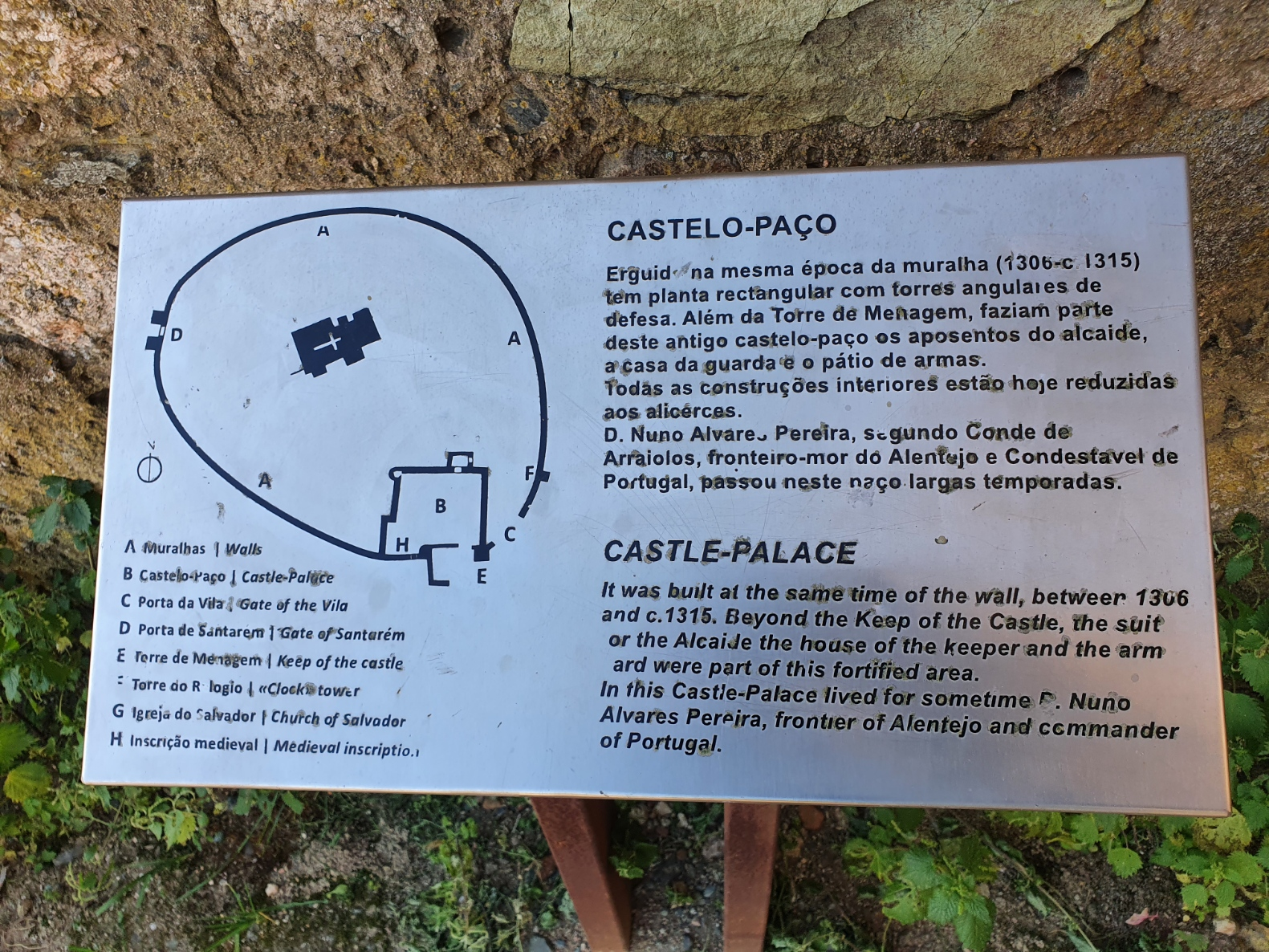
Plan du château.

Le château commença à se dégrader au XIVe siècle, car c'était un endroit venteux et froid, considéré comme un lieu de vie désagréable. Le roi Ferdinand Ier (1367-1383) tenta de remédier à cette situation en accordant des privilèges spéciaux à ses habitants (1371). Ces mesures, cependant, se révélèrent vaines, car même la fermeture des portes la nuit, privant les résidents extérieurs des sacrements, ne put empêcher le dépeuplement de la forteresse.
Après l'issue de la crise portugaise de 1383-1385, les domaines de la ville et son château furent donnés au connétable Nuno Álvares Pereira (1387), qui reçut le titre de comte d'Arraiolos. Entre 1385 et 1390, plusieurs expéditions militaires du connétable contre la Castille partirent d'ici.

### DuXVIesiècleà nos jours
À la fin du XVIe siècle, le château était encore habité, fermant chaque nuit au son de la cloche (1599). À cette époque, de nombreuses nouvelles habitations avaient déjà surgi sur les collines environnantes. Au début du XVIIe siècle, cependant, il était déjà sans surveillance, ses matériaux de construction pillés, et un enclos était en construction sur sa place d'armes.
En 1613, le château et ses bâtiments étaient dans un état de ruine avancé, selon les plaintes des fonctionnaires du conseil municipal de l'époque.
Lors de la Restauration de l'indépendance portugaise, sous le règne de Jean IV (1640-1656), les remparts et le château furent rénovés pour des raisons stratégiques (1640). Quelques années plus tard, en 1655, le château était à nouveau en ruines : la barbacane était tombée, le donjon fissuré et abandonné, et le palais du maire inhabitable.
Un siècle plus tard, le tremblement de terre de 1755 aggrave les dégâts. Au XIXe siècle, sa place d'armes Armas servit de cimetière aux victimes du choléra (1833).
Entre 1959 et 1963, le château et les remparts d'Arraiolos ont été partiellement restaurés par la Direction générale des bâtiments et monuments nationaux (DGEMN).

## Caractéristiques
L'ensemble, comprenant la fortification du Paço dos Alcaides et l'enceinte fortifiée, présente une disposition quadrangulaire, avec des éléments de styles roman et gothique.
Encastré dans la partie nord de la muraille, le palais des Alcaides, de forme carrée, est dominé par le donjon. Cette tour est divisée intérieurement en quatre étages, surmontés d'un chemin de ronde protégé par des merlons. Son côté est est relié aux corps de garde, donnant sur la porte de la Plaza de Armas, et son côté ouest est relié aux pavillons d'hôtes du palais.
Le mur massif, crénelé, large et de hauteur régulière, décrivant une forme ellipsoïdale, est actuellement bien conservé. Il comportait à l'origine deux portes :
- la Porta da Vila(ou porte de la Barbacane), au sud, désormais réduite à une grande ouverture dans le mur ; et
- la Porta de Santarém, au nord-ouest, de style gothique, flanquée de deux cubelo (pt)s ou tourelles.

Il semble également qu'il y ait eu une fausse porte ou guichet du côté est, là où la muraille est en ruines.
La Torre do Relógio, enrichie d'une flèche à l'époque du roi Manuel Ier (1495-1521), semble être l'une des tourelles de l'ancienne porte barbacane, l'autre étant alimentée par le grand donjon.
L'église du Sauveur se distingue dans la place d'armes du château.

## Galerie

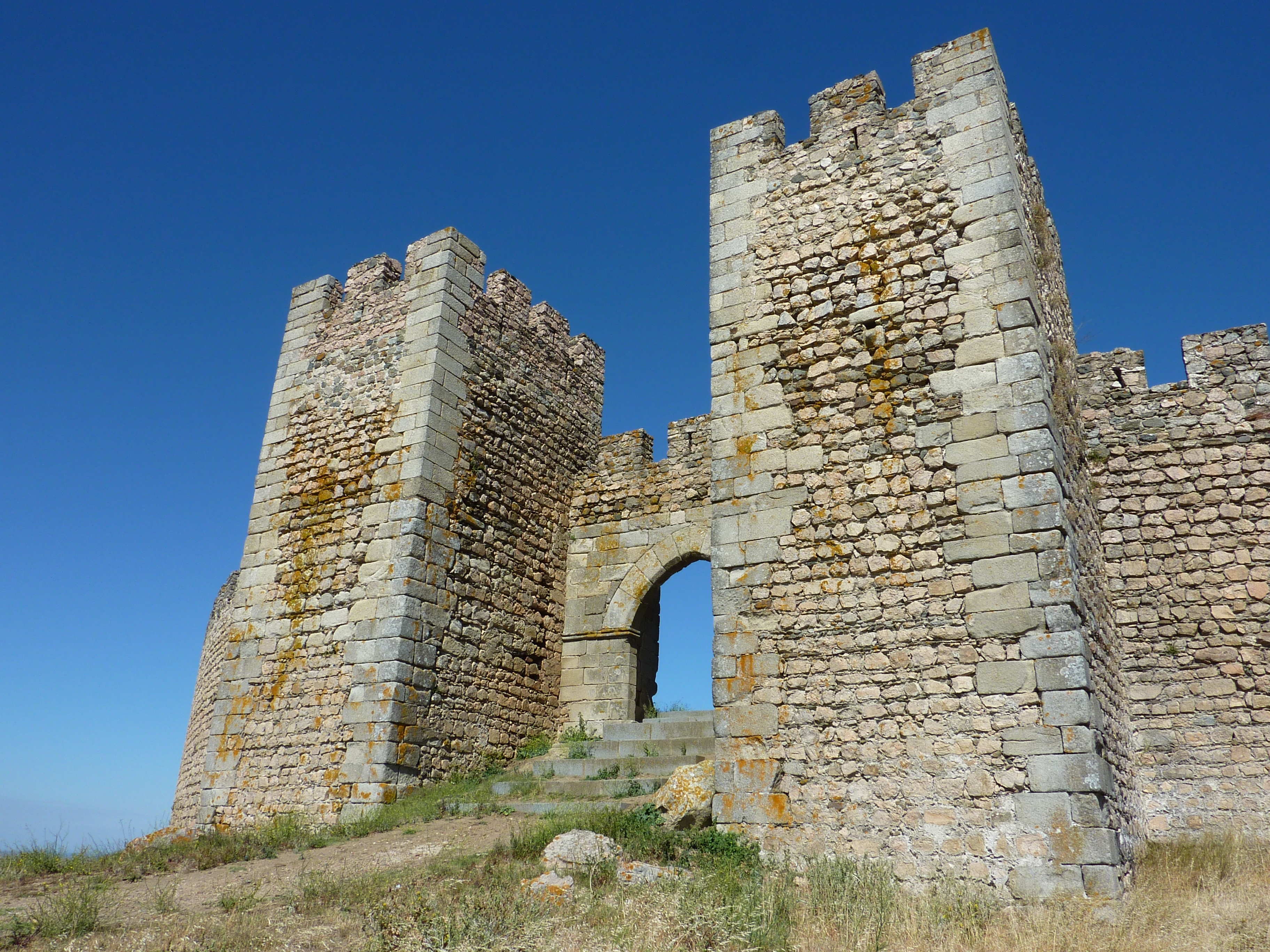
La Porta de Santarem.
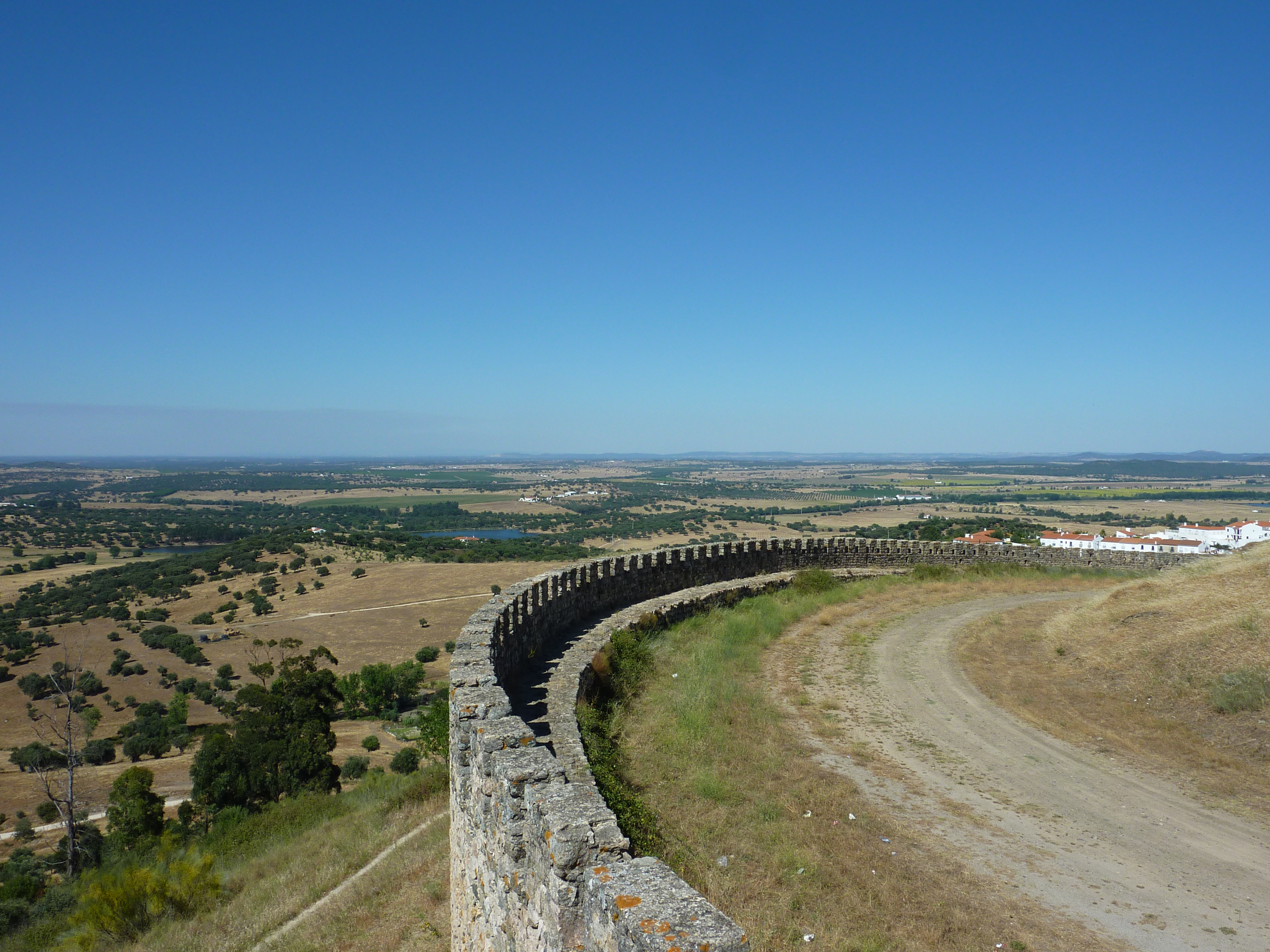
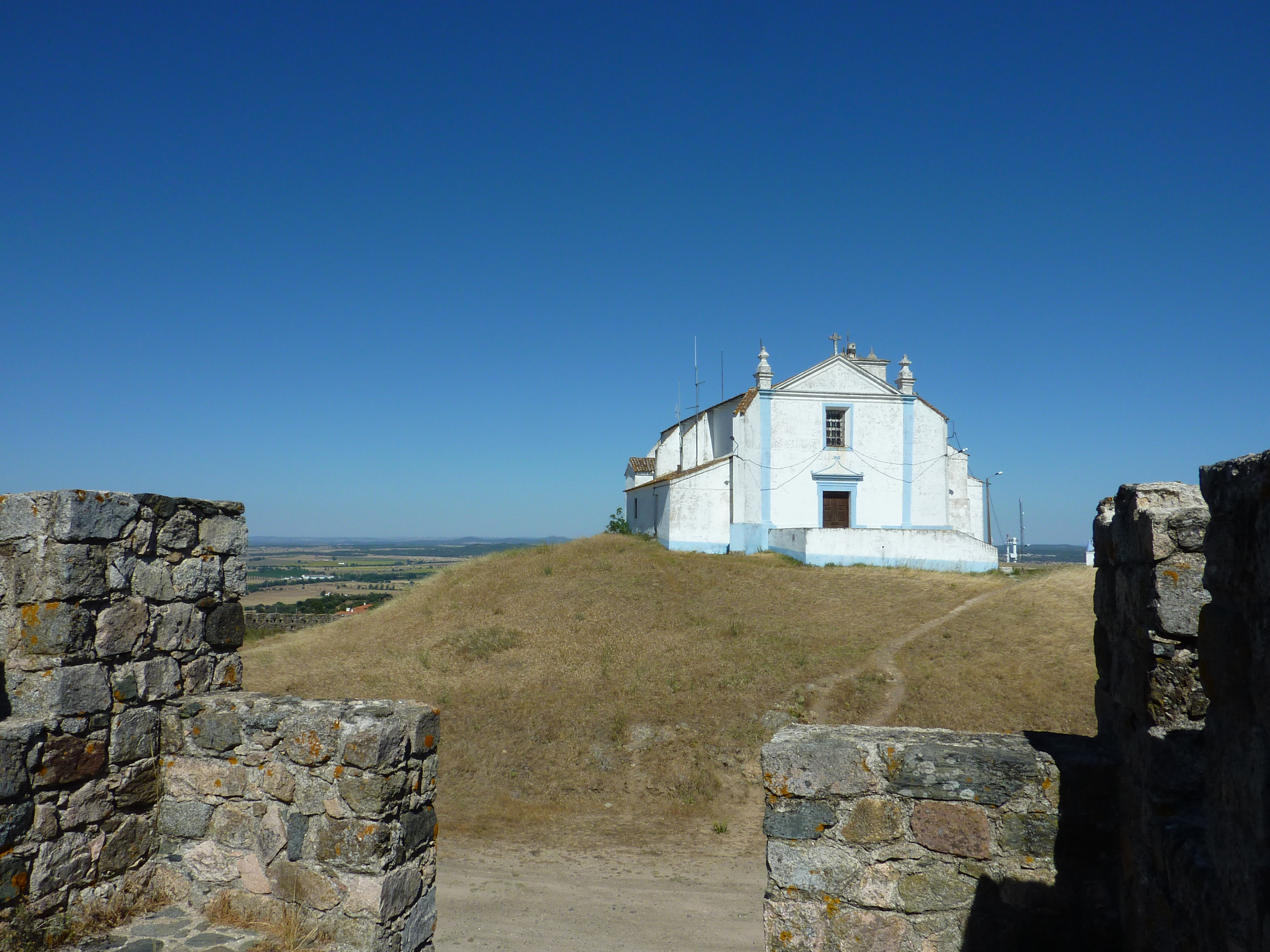